# Canje (rivier)
De Canje is een rivier in Guyana. Het was een van de twee hoofdrivieren van de Nederlandse kolonie Berbice. De rivier heeft zijn bron in de hooglanden van Berbice en vervolgt zijn weg naar de Berbicerivier. De monding ligt ten noorden van de plaats New Amsterdam. De Canje is 71 km lang, en een belangrijke zoetwaterbron voor de irrigatie van de suiker- en rijstvelden van Berbice.

## Geschiedenis
In 1627 werd door Abraham van Peere een plantage voor zijn familie gesticht aan de Berbice.:293 Andere plantagehouders werden toegestaan in de kolonie, maar moesten zich aan de Canje vestigen.:155 In 1720 werd de kolonie eigendom van de Sociëteit van Berbice en een algemene kolonie. In 1763 vond er een grote slavenopstand plaats langs de rivier.
Halverwege de Canje is het 22½ km lange Toranikanaal gegraven die de Canje wederom verbindt met de Berbice, om extra water toe te voegen. Het kanaal dient om de suiker- en rijstvelden te irrigeren, en heeft aan beide kanten een sluizencomplex, omdat de Berbice beïnvloed wordt door het getij. De Canje en het Toranikanaal zijn de belangrijkste bronnen van zoetwater voor de regio.

## Overzicht
De belangrijkste plaatsen aan de rivier zijn New Amsterdam, de hoofdstad van East Berbice-Corentyne en het marrondorp Wel te Vreeden.
De nationale vogel van Guyana is de hoatzin die lokaal Canjefazant wordt genoemd.

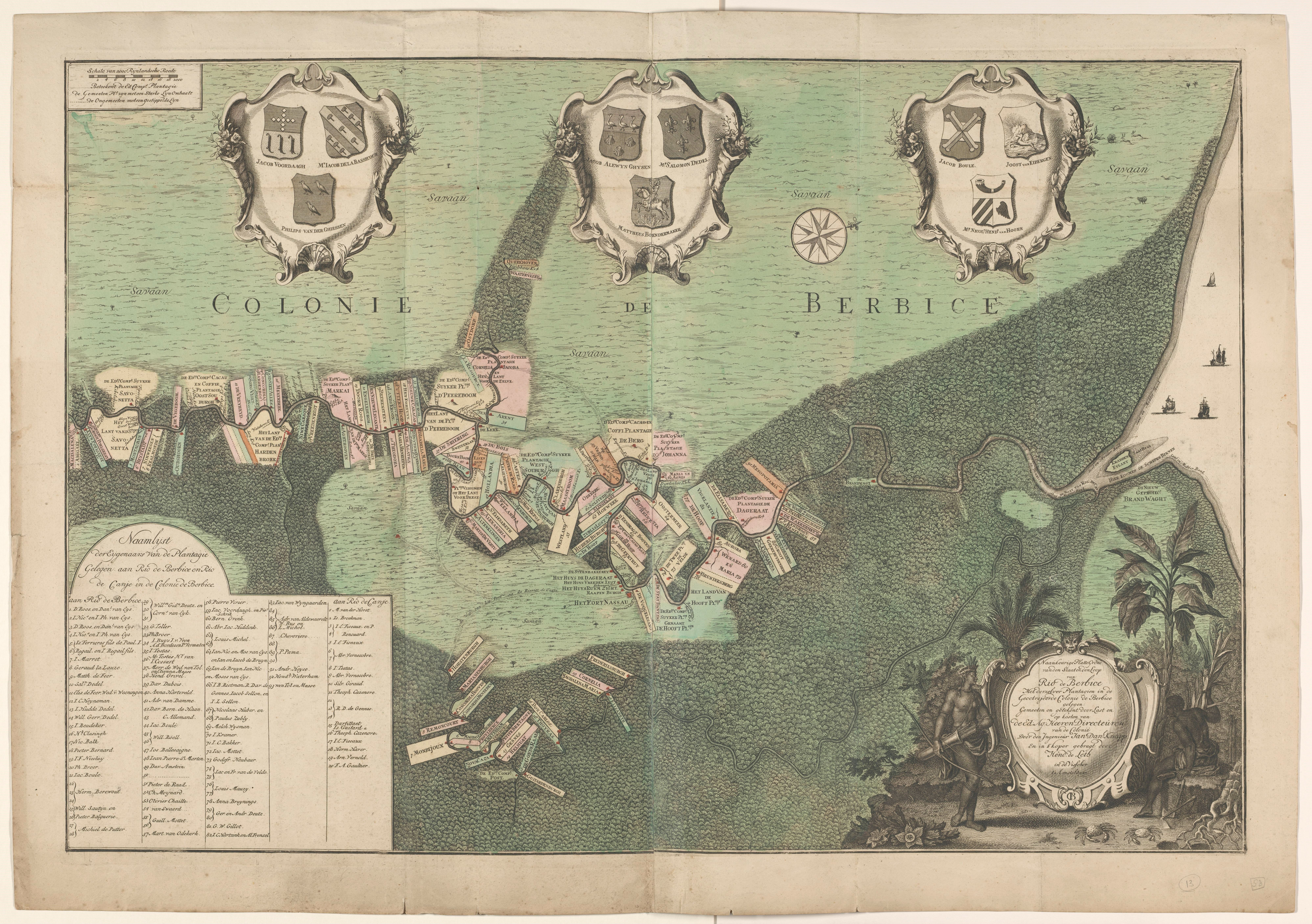
Kaart van Berbice. De Canje bevindt zich aan de onderkant; rechts is noord